# جستجوی خموشی
جستجوی خموشی (به انگلیسی: Quiescence search) الگوریتمی است که معمولاً برای گسترش جستجو در گره‌های ناپایدار در درخت‌های بازی مینیماکس در برنامه‌های رایانه‌ای بازی‌کننده استفاده می‌شود. به تعویق انداختن ارزیابی تا زمانی که موقعیت به اندازه کافی پایدار باشد تا به صورت ایستا ارزیابی شود، یعنی بدون در نظر گرفتن تاریخچه موقعیت یا حرکت‌های آینده از موقعیت، گسترش تابع ارزیابی است. این اثر مشکل افق پیش روی موتورهای هوش مصنوعی را برای بازی‌های مختلف مانند شطرنج و گو کاهش می‌دهد.
بازیکنان انسانی معمولاً شهود کافی برای تصمیم‌گیری دربارهٔ اینکه آیا یک حرکت بدظاهر را رها کنند یا یک حرکت امیدوارکننده را در عمق زیاد جستجو کنند، دارند. جستجوی خموشی سعی می‌کند این رفتار را با دستور دادن به رایانه برای جستجوی موقعیت‌های «فرار» تا عمق بیشتری نسبت به موقعیت‌های «آرام و خموش» تقلید کند تا مطمئن شود که هیچ تله پنهانی وجود ندارد و برآورد بهتری از ارزش آن به دست آورد.